# Walter Junghans
Pour les articles homonymes, voir Junghans (homonymie).
Walter Junghans est un footballeur allemand, né le 26 octobre 1958 à Hambourg.

## Biographie
En tant que gardien de but, il n’a jamais porté le maillot de la Mannschaft.
Il fait partie de la liste des sélectionnés pour l’Euro 1980 mais il ne joue aucun match, barré par Harald Schumacher. Il est néanmoins sacré champion d’Europe avec son équipe.
Il fait partie de la liste des sélectionnés aux Jeux olympiques de 1984 mais comme à l’Euro 1980, il ne joue aucun match, étant le gardien numéro 2, derrière Bernd Franke. La RFA est éliminée en quarts de finale.
Il n'a joué que dans des clubs allemands. Avec le Bayern Munich, il remporte une coupe d’Allemagne en 1982, deux championnats d’Allemagne en 1980 et en 1981 et il est finaliste de la Ligue des champions en 1982, battu en finale par Aston Villa. Avec Schalke 04, il est vice-champion de D2 allemande en 1984. Avec le Hertha BSC, il remporte une deuxième division de allemande en 1990. Il ne remporte rien avec le Bayer Leverkusen  et le Fortuna Cologne.
Il est entraîneur des gardiens au Bayern Munich entre 2007 et 2010, succédant au grand Sepp Maier.

## Clubs
- 1977-1983 : Bayern Munich
- 1983-1987 : Schalke 04
- 1988-1994 : Hertha BSC
- 1994 : Bayer Leverkusen
- 1994-1996 : Fortuna Cologne

## Palmarès
- Coupe d'Allemagne de football
  - Vainqueur en 1982
- Championnat d'Allemagne de football D2
  - Champion en 1990
  - Vice-champion en 1984
- Championnat d'Allemagne de football
  - Champion en 1980 et en 1981
- Ligue des champions de l'UEFA
  - Finaliste en 1982
- Championnat d'Europe de football
  - Vainqueur en 1980